# Open Castilla y León 1999
L'Open Castilla y León 1999 è stato un torneo di tennis facente parte della categoria ATP Challenger Series nell'ambito dell'ATP Challenger Series 1999. Il torneo si è giocato a Segovia in Spagna dal 2 all'8 agosto 1999 su campi in cemento.

## Vincitori

### Singolare
Cyril Saulnier ha battuto in finale  Sergi Bruguera con il punteggio di 6–4, 7–5

### Doppio
Roger Federer /  Sander Groen hanno battuto in finale  Ota Fukárek /  Alejandro Hernández con il punteggio di 6–4, 7–6